# Francisco Alejandro Méndez
Francisco Alejandro Méndez Castañeda (Ciudad de Guatemala, Guatemala, 27 de noviembre de 1964) es un escritor y crítico literario guatemalteco. Escribe en los géneros de novela y cuento, además de publicar estudios fundamentales de la crítica literaria. Es nieto del escritor guatemalteco Francisco Méndez Escobar (1907-1962).

## Biografía
Nació en la Ciudad de Guatemala. Se graduó de periodista por la Universidad de San Carlos de Guatemala y egresó del doctorado en Letras por la Universidad Nacional de Costa Rica. Trabajó de periodista de medios escritos y televisivos guatemaltecos. Ha entrevistado a escritores guatemaltecos e internacionales, como Augusto Monterroso y Luis Cardoza y Aragón entre otros. En 2010 publicó «Diccionario de Autores y Críticos de Guatemala», una obra que recopila los datos de todos los escritores y críticos del país. Sus propias obras han sido publicadas en antologías en español, inglés, francés, polaco.  Es catedrático en varias universidades de Guatemala.[cita requerida]
Francisco Alejandro Méndez es autor de la columna quincenal "El pulpo zurdo", en la revista centroamericana (Casi) literal.

## Obras

### Narrativa
- Graga y otros cuentos, 1991
- Manual para desaparecer, 1997
- Sobrevivir para contarlo, 1999
- Crónicas suburbanas, 2001
- Ruleta rusa, 2001
- Completamente Inmaculada, 2002
- Reinventario de Ficciones. Católogo marginal de bestias, crímenes y peatones, 2006
- Les ombres du Jaguar et autres nouvelles, 2009[6]
- Saga de libélulas, 2017

### Ensayos de Crítica Literaria
- América Central en el ojo de sus críticos, 2005
- Hacia un nuevo canon de la vanguardia en América Central, 2006
- Diccionario de los Autores y Críticos de Guatemala, 2010[6]

### Obra de Méndez
- Méndez, Francisco Alejandro (1991). Graga y otros cuentos. Guatemala: Serviprensa Centroamericana.
- — (1997). Manual para desaparecer. El Salvador: Arco Iris.
- — (1999). Sobrevivir para contarlo. México: Praxis.
- — (2001). Crónicas suburbanas. Guatemala: X.
- — (2001). Ruleta rusa. México-Guatemala: Fondo de Cultura Económica.
- — (2002). Completamente Inmaculada. San José de Costa Rica: Perro Azul.
- — (2006). Reinventario de Ficciones. Católogo marginal de bestias, crímenes y peatones. Guatemala: La Tatuana.
- — (2009). Les ombres du Jaguar et autres nouvelles (en francés). París: Éditions equi-librio.
- — (2005). América Central en el ojo de sus críticos. Guatemala: Universidad Rafael Landívar.
- — (2006). Hacia un nuevo canon de la vanguardia en América Central. Guatemala: Cultura.
- — (2010). Diccionario de Autores y Críticos de Guatemala. Guatemala: La Tatuana. Archivado desde el original el 2 de abril de 2012.